# ۷۱۶ (خورشیدی)
۷۱۶ هفتصد و شانزدهمین سال هجری خورشیدی است.